# 東波特爾 (蒙大拿州)
東波特爾（英語：East Portal）是位於美國蒙大拿州米納勒爾縣的非建制地區。

## 地理
東波特爾所處的海拔為高於海平面1256米（即4121英呎），而該地所採用的時區為UTC-6，即北美山地時區（MST）。同時該地設有夏令時間，為UTC-7調快一小時，即UTC-6（MDT）。